# アーリントン (マサチューセッツ州)
アーリントン（英: Arlington）は、アメリカ合衆国マサチューセッツ州のミドルセックス郡にある町。ボストンの北西10キロメートルに位置している。人口は4万6308人（2020年）。マサチューセッツ州の町では人口で第4位である。

## 歴史

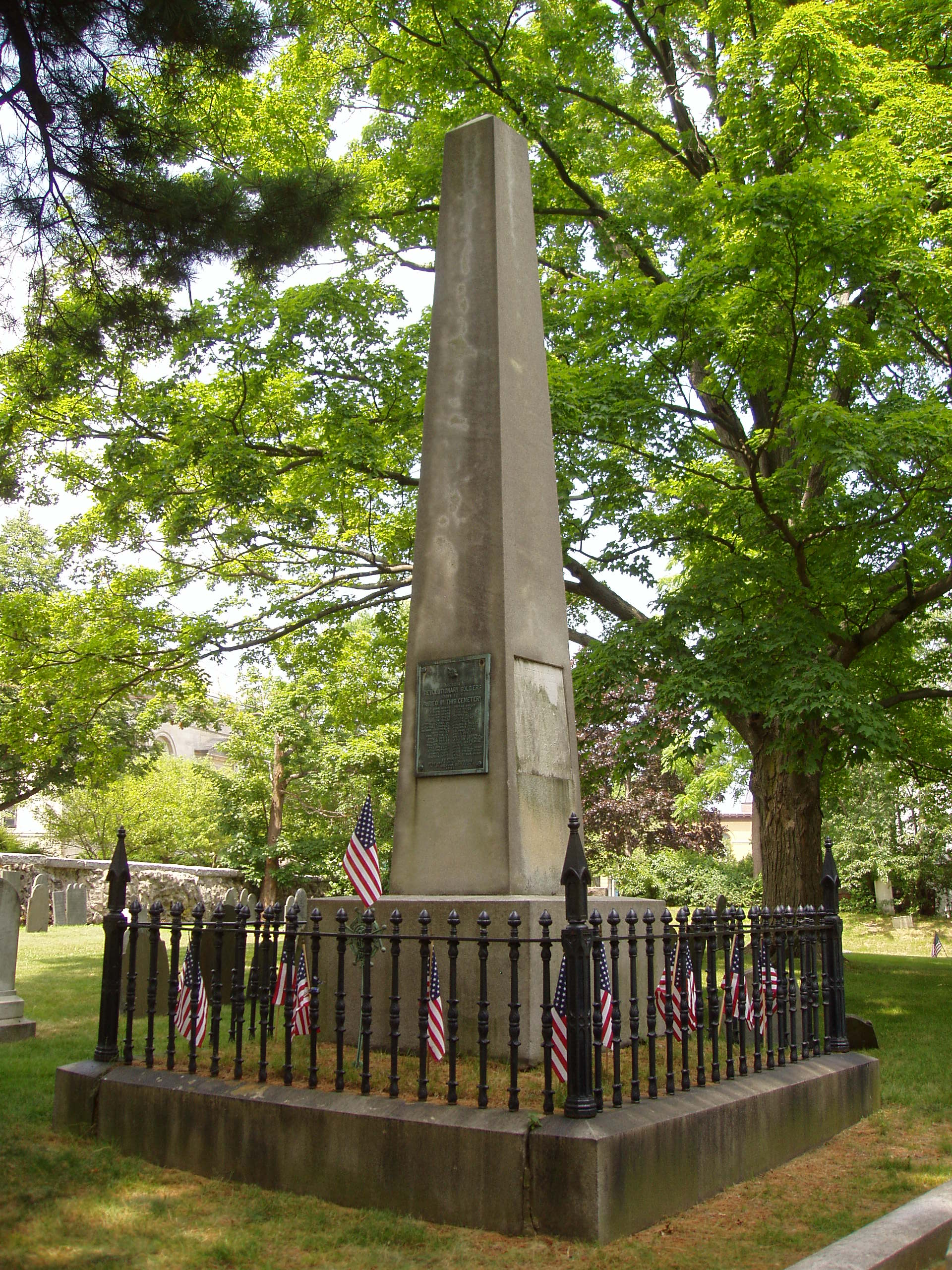
旧埋葬地にある愛国者の墓

アーリントンの町には、1635年にケンブリッジの領域内の村としてヨーロッパ人開拓者が入植した。当時はメノトミーと呼ばれ、アルゴンキン語で「速く流れる水」を意味する言葉だった。後にベルモント町となる地域から、ミスティック川の岸まで伸びる、以前はチャールズタウンの一部だった所を含め大きな地域が1807年2月27日にウェストケンブリッジとして法人化された。1867年、アーリントン国立墓地に埋葬された者達の栄誉を称え、「アーリントン」という名前が選ばれた。この改名は同年4月30日に有効となった。
アルゴンキン語族インディアンに属するマサチューセッツ族が、ミスティック湖、ミスティック川、アルワイフ・ブルックのあたりに住んでいた。ヨーロッパ人が到着する時までに、土地のインディアンは病気で人口を減らしており、また部族長であるナネパシェメットも1619年頃に他部族に殺されていた。ナネパシェメットの未亡人は歴史上「スコー・サッチェム」（酋長の妻）としてのみ知られ、部族の土地を開拓者に10ポンドで売却し、彼女とその部族がミスティック湖周辺の生まれ故郷に留まり、狩猟や農耕を続けられるという条件を付けた。彼女はその人生の残り期間で毎年毛織の冬コートを与えられることにもなっていた。1650年頃まで生きていたと考えられている。

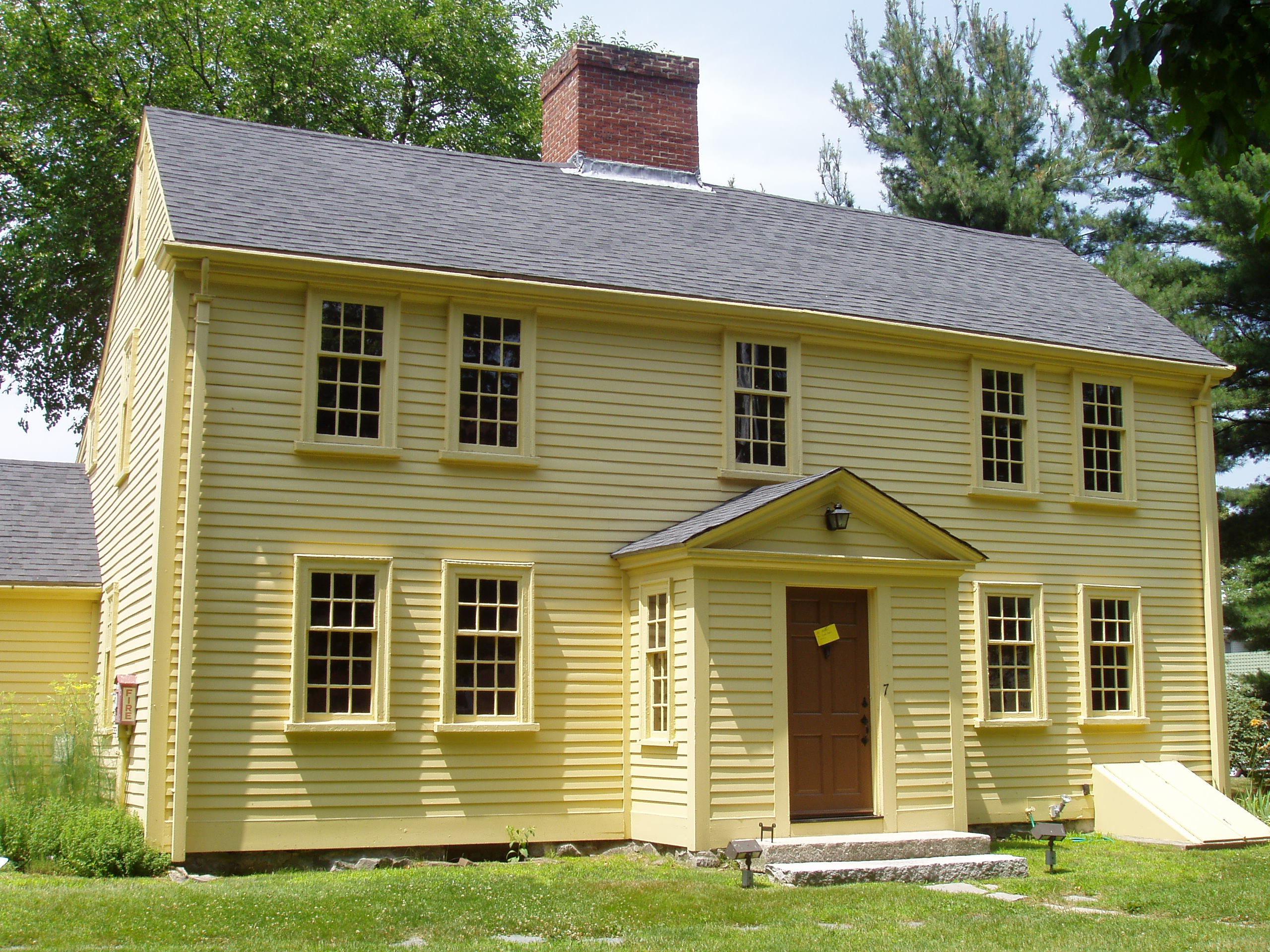
ジェイソン・ラッセル邸

町内にはミル・ブルックという水流も流れているが、歴史的にアーリントンの経済に大きな役割を果たしてきた。1637年、ジョージ・クック船長がこの地域では初の製粉所を建設した。その後、この水流沿いに7つの工場が建設されており、その中には今日も残るオールド・シュワム・ミルがある。このシュワム・ミルは1650年から稼働しており、国内でも最も長く稼働している工場である。
ポール・リビアが開拓者に警告を伝えた有名な真夜中の騎行は、メノトミー、現在のアーリントンを通って行われた。アメリカ独立戦争の初日遅く、レキシントン・コンコードの戦いを合わせたよりも多くの血がメノトミーで流された。コンコードとレキシントンから撤退するイギリス軍を待ち伏せするために、周辺の町から民兵がメノトミーに集まった。メノトミーでは全部で25人の開拓者が殺され、この日の戦闘で死んだアメリカ人の半分になった。対するイギリス軍は40人が殺され、その犠牲者数の半数以上になった。

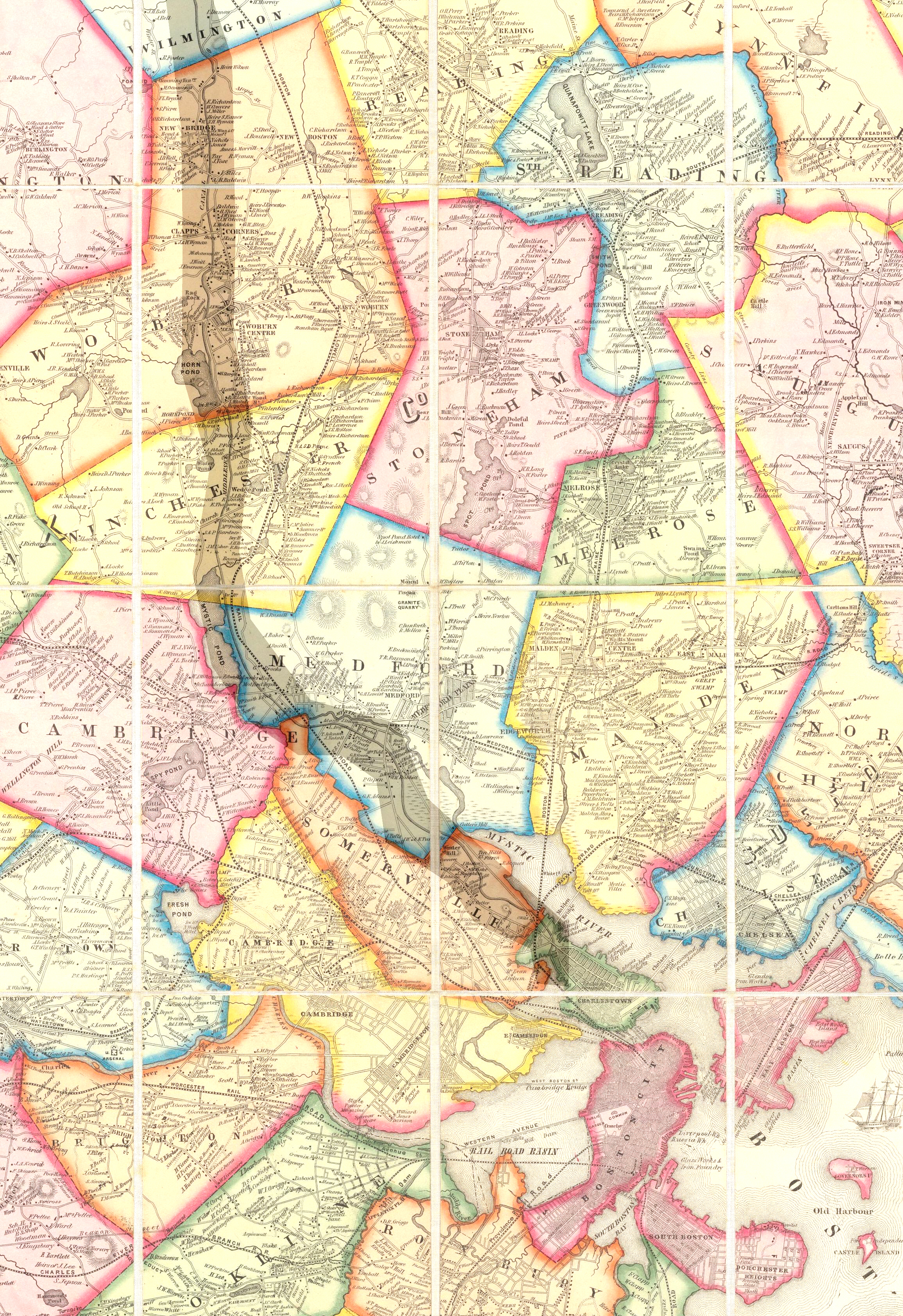
1852年のボストン周辺図、アーリントンは当時ウェストケンブリッジと呼ばれていた

植民地初期に建設されたジェイソン・ラッセル邸は現在、レキシントン・コンコードの戦いが起きた1775年4月19日に上の写真の住居とその周辺で殺されたラッセル自身を含む12人のアメリカ人を記憶させる博物館となっている。現在でも建物内部の壁に銃痕が残っている。
アーリントンはその歴史の初期では、繁栄する農業村であり、極めて人気の高かったレタスが栽培されていた。
19世紀半ばから1930年までスパイ池で大規模な氷の切り出し産業があった。1930年は最後の氷貯蔵所が焼けた年だった。氷の大半は「氷の王」フレデリック・チューダーによって、カリブ海やインドに送られた。
アーリントンの人口は1920年代に90%以上の増加を見た。
1979年、最初の表計算ソフトである「VisiCalc」がボブ・フランクストンとダン・ブリックリンによって開発された。フランクストンが借りたアーリントンのアパートの屋根裏部屋がその現場だった。
アメリカの自転車乗りではトッププロだったニコール・ラインハートが死んだのが、アーリントンでの事故だった。ラインハートはパンアメリカン・ゲイムズに2度優勝していた。2000年9月17日、ナショナル・カレンダー・クライテリア自転車レースの時に自転車から投げ出されて死んだ。

## 地理
アメリカ合衆国国勢調査局に拠れば、町域全面積は5.5平方マイル (14.3 km2)であり、このうち陸地5.2平方マイル (13.4 km2)、水域は0.3平方マイル (1.2 km2)で水域率は8.14%である。公園用地は210.52エーカー (0.9 km2) ある。標高はアルワイフ・ブルック沿いの4フィート (1.2 m) から、パーク・アベニューとイースタン・アベニュー近くの377フィート (114.9 m) まで変化している。
アーリントンにはミスティック湖、ミスティック川、アルワイフ・ブルックが接している。その町域内にはスパイ池、アーリントン貯水池、ミル・ブルック、ヒルズ池がある。

### 地区
- アーリントン・センター
- アーリントン・ハイツ（西部）
- イーストアーリントン、プレザント通りより東

### 隣接する自治体
アーリントンはマサチューセッツ州の東部にあり、北東はメドフォード市、東はサマービル市、南東はケンブリッジ市、北はウィンチェスター町、西はレキシントン町、南はベルモント町に接している。

## 人口動態
以下は2010年の国勢調査による人口統計データである。
| 基礎データ - 人口: 42,844 人 - 世帯数: 18,969 世帯 - 家族数: 10,981 家族 - 人口密度: 3,197.3人/km2（8,239.2 人/mi2） - 住居数: 19,974 軒 - 住居密度: 1,490.6軒/km2（3,841.2 軒/mi2） 人種別人口構成 - 白人: 83.6% - アフリカン・アメリカン: 2.3% - ネイティブ・アメリカン: 0.1% - アジア人: 8.3% - その他の人種: 0.4% - 混血: 2.1% - ヒスパニック・ラテン系: 3.3% | 年齢別人口構成 - 18歳未満: 21.4% - 15-19歳: 5.8% - 20-24歳: 5.3% - 25-44歳: 30.3% - 45-64歳: 28.7% - 65歳以上: 15.8% - 年齢の中央値: 42歳 - 性比（女性100人あたり男性の人口） - 総人口: 86.8 - 18歳以上: 83.9 世帯と家族（対世帯数） - 18歳未満の子供がいる: 27.0% - 結婚・同居している夫婦: 45.1% - 未婚・離婚・死別女性が世帯主: 9.9% - 非家族世帯: 43.0% - 単身世帯: 35.1% - 65歳以上の老人1人暮らし: 11.2% - 平均構成人数 - 世帯: 2.23人 - 家族: 2.93人 | 収入と家計 - 収入の中央値 - 世帯: 85,059米ドル - 家族: 107,862米ドル - 性別 - 男性: 78,820米ドル - 女性: 64,143米ドル - 人口1人あたり収入: 47,571米ドル - 貧困線以下 - 対人口: 4.4% - 対家族数: 1.9% - 18歳未満: 2.3% - 65歳以上: 7.5% |

下表は2009年から2013年アメリカン・コミュニティ・サーベイの5年間推計値である
| 順位 | 郵便番号                              | 一人当たり収入 | 世帯当たり収入中央値 | 家庭当たり収入中央値 | 人口        | 世帯数      |
| ---- | ------------------------------------- | -------------- | -------------------- | -------------------- | ----------- | ----------- |
| 1    | 02476 （アーリントンセンター/ハイツ） | $51,709        | $95,305              | $131,770             | 16,662      | 7,065       |
|      | アーリントン                          | $49,549        | $89,841              | $117,590             | 43,308      | 18,688      |
| 2    | 02474 （イーストアーリントン）        | $48,199        | $87,225              | $111,148             | 26,646      | 11,623      |
|      | ミドルセックス郡                      | $42,861        | $82,090              | $104,032             | 1,522,533   | 581,120     |
|      | マサチューセッツ州                    | $35,763        | $66,866              | $84,900              | 6,605,058   | 2,530,147   |
|      | アメリカ合衆国                        | $28,155        | $53,046              | $64,719              | 311,536,594 | 115,610,216 |

## 政府
郡政府: ミドルセックス郡
郡政府には次の役職が残っている。
郡事務官、地区検事、土地登記官、検認登録官、保安官
州政府
マサチューセッツ州議会には、下院2人、上院1人を送り出している。知事評議員も1人を送り出している。
連邦政府
アメリカ合衆国下院議員は州第5選挙区に入っている。上院議員は2人である。
町政府
アーリントン町の行政府は5人の委員で構成する町政委員会である。日々の運営は町政委員会が雇用する町マネジャーが行う。立法府は21の区から選ばれる25人の代表制タウンミーティングである。町の人口は市になってもおかしくないだけの数であるが、タウンミーティングを開催できなくなるので、市制を選んでいない。このミーティングは1か月続くこともあり、問題が解決されるまで週2晩開催される。
教育委員会は選挙で選ばれる7人の委員で構成されている。

## 教育

### 公立学校
アーリントンには9つの学校のある公共教育体系がある。小学校は7校あり、幼稚園から5年生を教えている。中学校はオットソン中学校の1校で、6年生から8年生を、高校もアーリントン高校の1校で、9年生から12年生を教えている。さらにレキシントン町にあるミニットマン地域高校が管轄する地区に入っており、この高校はマサチューセッツ州でもトップクラスの職業訓練校である。

### 私立学校と教区学校
教区学校は、アーリントン・カトリック高校と、小中学校のセントアグネス学校があり、どちらもセントアグネス教区の管轄である。さらにレスリー・エリスとアリビア各小学校の2校は非宗教系小学校であり、また小中学校のエコール・ビリングもある。

## 公園と歴史史跡

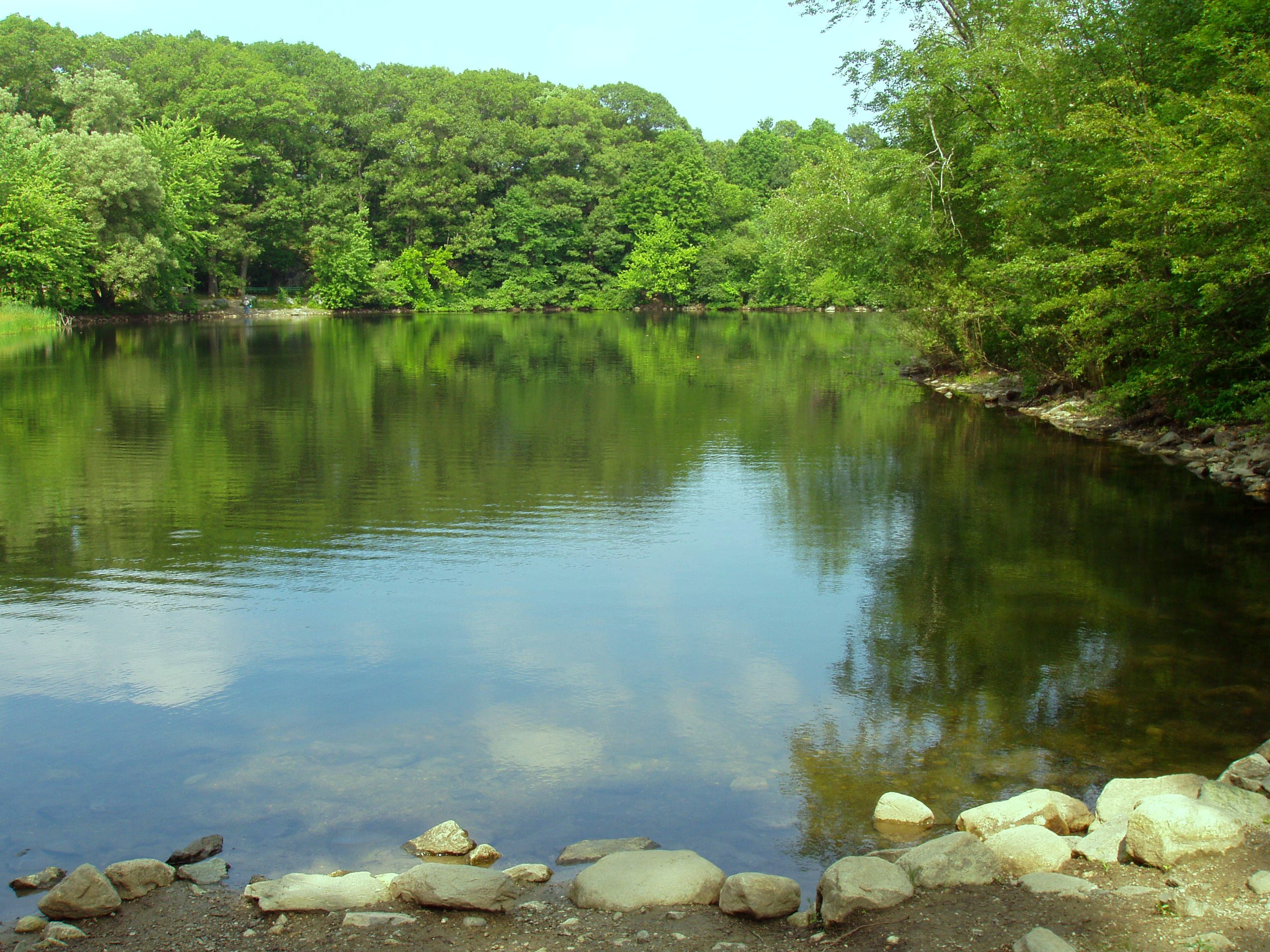
ヒルズ池、メノトミー・ロックス公園

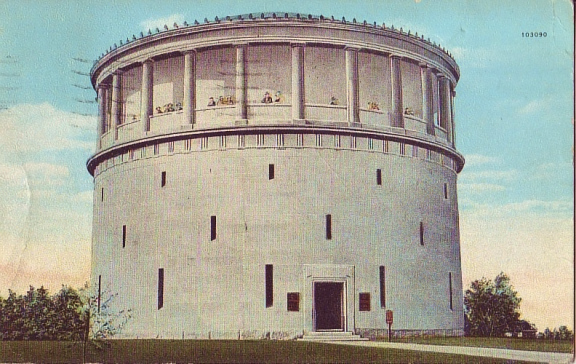
アーリントンハイツの給水塔、1921年建設

- メノトミー・ロックス公園、ヒルズ池があり、周辺の森林地を抜けるトレイルもある
- ロビンズ農園公園、イースタン・アベニュー沿い、遊技場、球技場があり、ボストンのスカイラインを望める
- ロビンズ図書館、国内でも最古の連続的に運営されている子供のための無料図書館[22]
- スパイ池公園、スパイ池の北東岸に接する
- アーリントンセンター歴史地区、ロビンズ図書館や旧埋葬地がある、アメリカ合衆国国家歴史登録財
- サイラス・E・ダリン美術館、著名画家サイラス・E・ダリンの絵画と彫刻を集めた美術館
- グレートメドウ、アーリントン域外の湿地と森林、実際にはレキシントン町内にあるが、アーリントン町が所有し、維持している[23]
- ハウス・アット 5 ウィローコート
- ヘンリー・スワン邸、1888年建設、マサチューセッツ・アベニュー418。1985年にアメリカ合衆国国家歴史登録財に指定[24]
- ジェイソン・ラッセル邸、博物館、1950年代後半にスパイ池で、ある漁師が見つけたマストドンの牙を展示している。その漁師は当初木の枝を見つけたと思った
- ミニットマン・バイクウェイ、1992年に建設されたレイルトレイル、アーリントンセンターなどアーリントン町の幾つかの地区を通る
- プリンス・ホール・ミスティック墓地、国内唯一の黒人フリーメイソンの墓地
- アンクル・サム記念像、アメリカ合衆国の象徴とされるアンクル・サムのモデルと考えられる、地元出身のサミュエル・ウィルソンを記念する像
- パーク・サークルの給水塔、古代ギリシアのサモトラキ神殿群アルシノエオンのロタンダを正確に写したもの

## 著名な出身者
- パット・コノートン、バスケットボール選手
- マイルズ・ロビンソン、サッカー選手

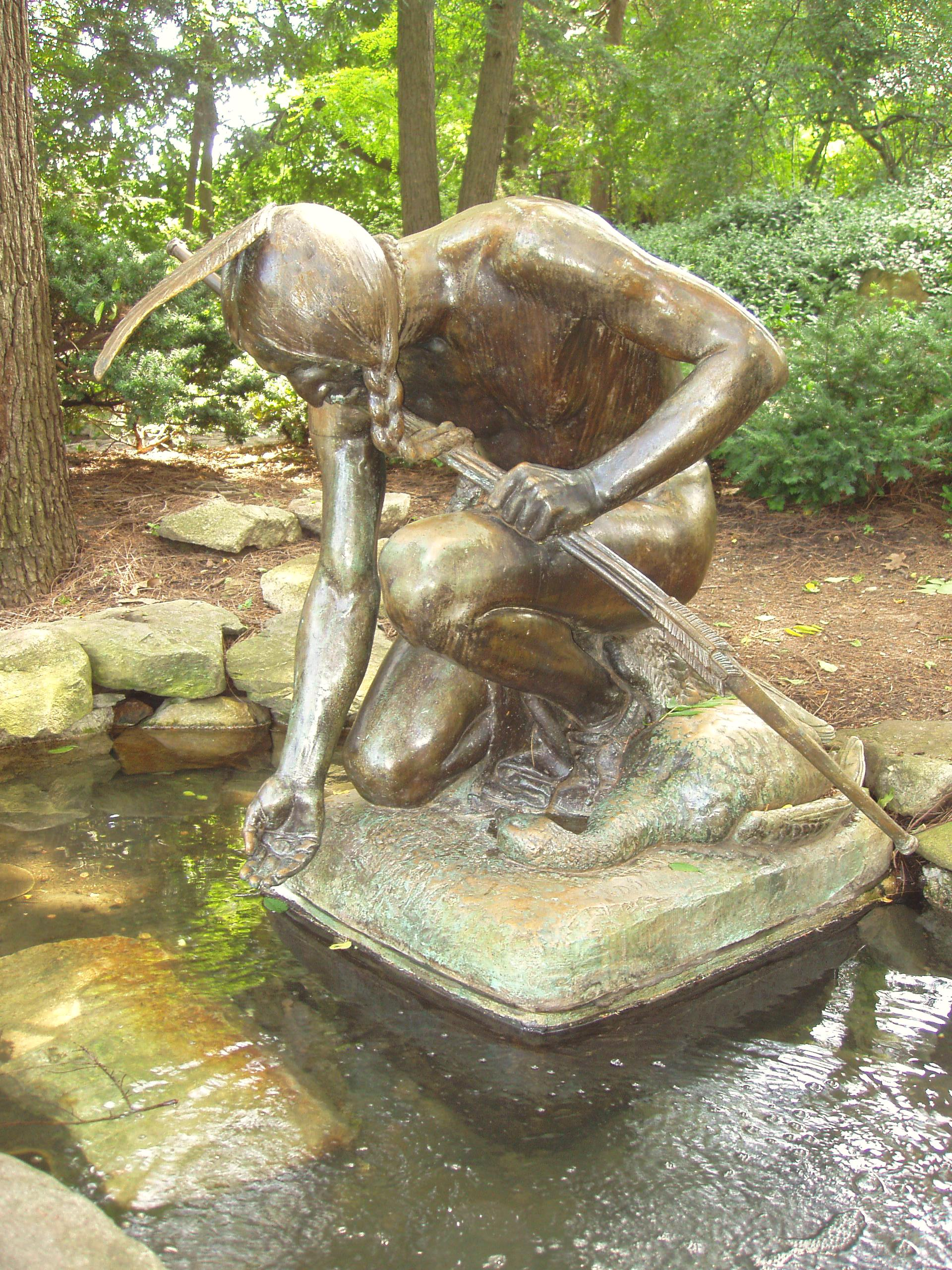
メノトミー・インディアンの猟師、アーリントンセンター、町民のサイラス・E・ダリンが1911年に制作

- ハーブ・リード、歌手、コーラス・グループ プラターズの設立メンバー[25]
- デイブ・"チコ"・ライアン、ロックンロール・ポップスグループ シャ・ナ・ナのベース奏者
- ラッセル・スタンガー、指揮者、作曲家
- サミュエル・ウィルソン（1766年-1854年）、食肉加工業者、"アンクル・サム"のモデル

## 大衆文化の中で
- 1999年の映画『アウト・オブ・タウナーズ』（出演はスティーヴ・マーティン、ゴールディ・ホーン他）と、1991年の映画『Once Around』（出演はリチャード・ドレイファス、ホリー・ハンター他）は、その一部がアーリントンで撮影された
- テレビ番組『This Old House』、『Trading Spaces』、『Made』はアーリントンで撮影された
- ヒストリー (TVチャンネル)の特番『Bible Battles』はアーリントンで撮影された
- ポール・ニューマンが主演した1982年の映画『評決』ではアーリントンが出て来る。サウスボストンのK通りは映画の中でアーリントンの場所になっている
- ロックバンド ドレスデン・ドールズのシングル「シング」のミュージック・ビデオは、アーリントンセンターのアーリントン高校で撮影された

## アーリントンにある組織
- アーリントン・ガーデン・クラブ[26]

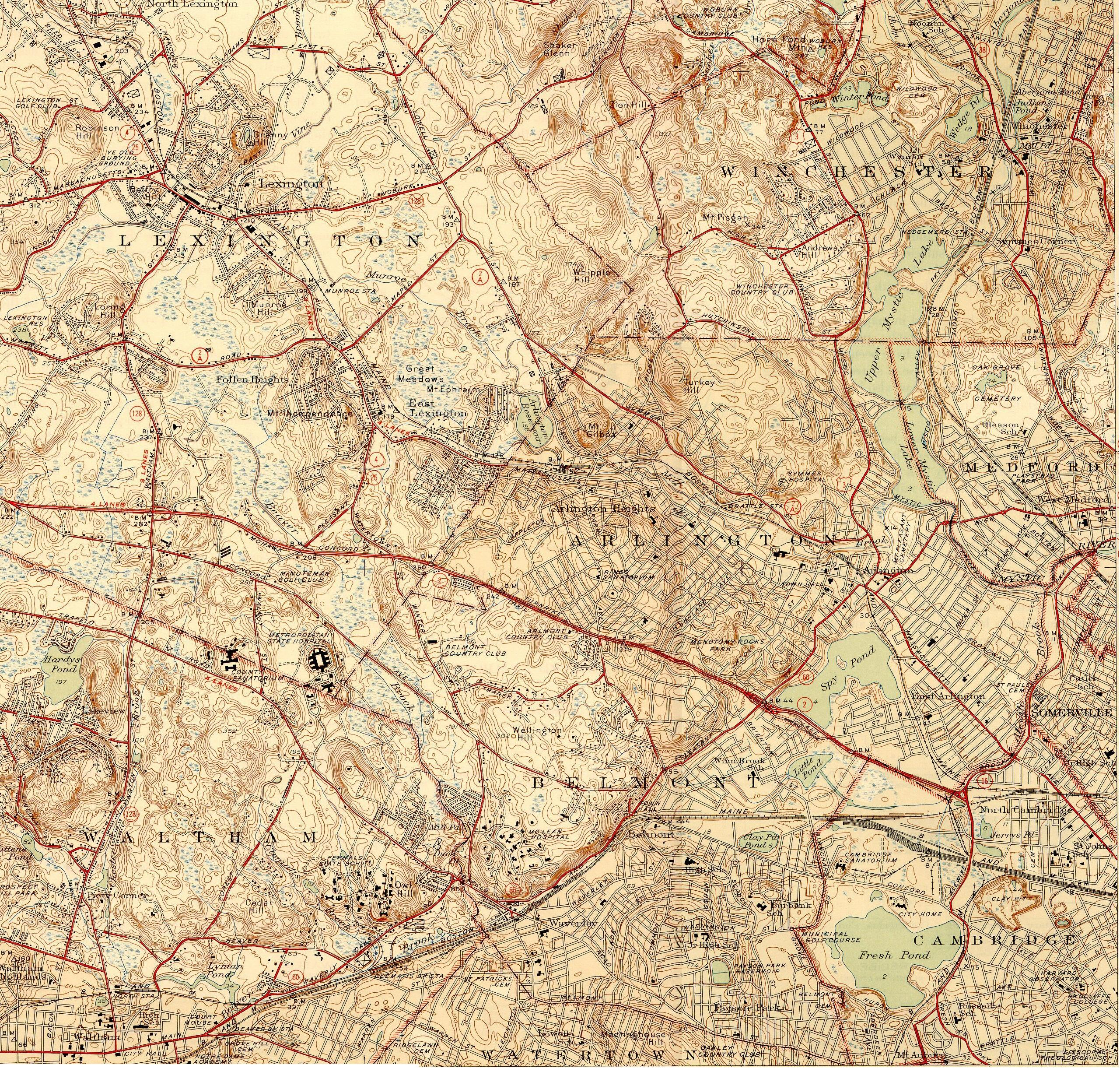
アーリントン周辺の地形図

- アーリントン・デモクラティック・タウン・コミッティ[27]
- アーリントン・レパブリカン・タウン・コミッティ
- メノトミー・バード・クラブ[28]
- アーリントン・フレンズ・オブ・ザ・ドラマ[29]
- アーリントン・ドッグ・オーナーズ・グループ[30]
- アルメニアン文化基金
- ミスティック・バレー・ロッジ, A.F.& A.M.

## 姉妹都市
- エルサルバドル、テオシント
- アイルランド、リーシュ県ポートアーリントン
- 日本、京都府長岡京市